# Тиллиев, Тайджан
Тайджа́н Тилли́ев (1901 год, Хивинское ханство — неизвестно, Ильялинский район, Туркменская ССР) — бригадир колхоза «Коммунизм» Ильялинского района, Туркменская ССР. Герой Социалистического Труда (1950).

## Биография
Родился в 1901 году в крестьянской семье в одном из сельских населённых пунктов Хивинского ханства (в советское время — на территории Ильялинского района, ныне — Марыйский этрап Марыйского велаята).
Окончил местную начальную школу. Трудился в частном сельском хозяйстве. С середины 1930-х годов трудился рядовым колхозником, бригадиром на хлопковых полях колхоза «Коммунизм», председателем которого был Бетчи Бабаев.
В 1949 году бригада под его руководством собрала в среднем с каждого гектара по 41,3 центнера хлопка-сырца на участке площадью 28 гектаров. Указом Президиума Верховного Совета СССР от 30 июня 1950 года удостоен звания Героя Социалистического Труда за «получение высокого урожая хлопка в 1947 году» с вручением ордена Ленина и золотой медали «Серп и Молот» (№ 5364).
Этим же Указом званием Героя Социалистического Труда были награждены председатель колхоза Бетчи Бабаев и пятеро хлопководов колхоза «Коммунизм» Ильялинского района (в том числе Меты Бабаев).
В 1950 году бригада Тайджана Тиллиева собрала в среднем с каждого гектара по 61,3 центнера хлопка-сырца на участке площадью 28 гектаров. За эти выдающиеся трудовые результаты был награждён вторым Орденом Ленина.
Проживал в Ильялинском районе. Дата смерти не установлена.
Награды
- Герой Социалистического Труда
- Орден Ленина — дважды (1950; 30.07.1951)